# Jüdischer Friedhof (Lüdinghausen)

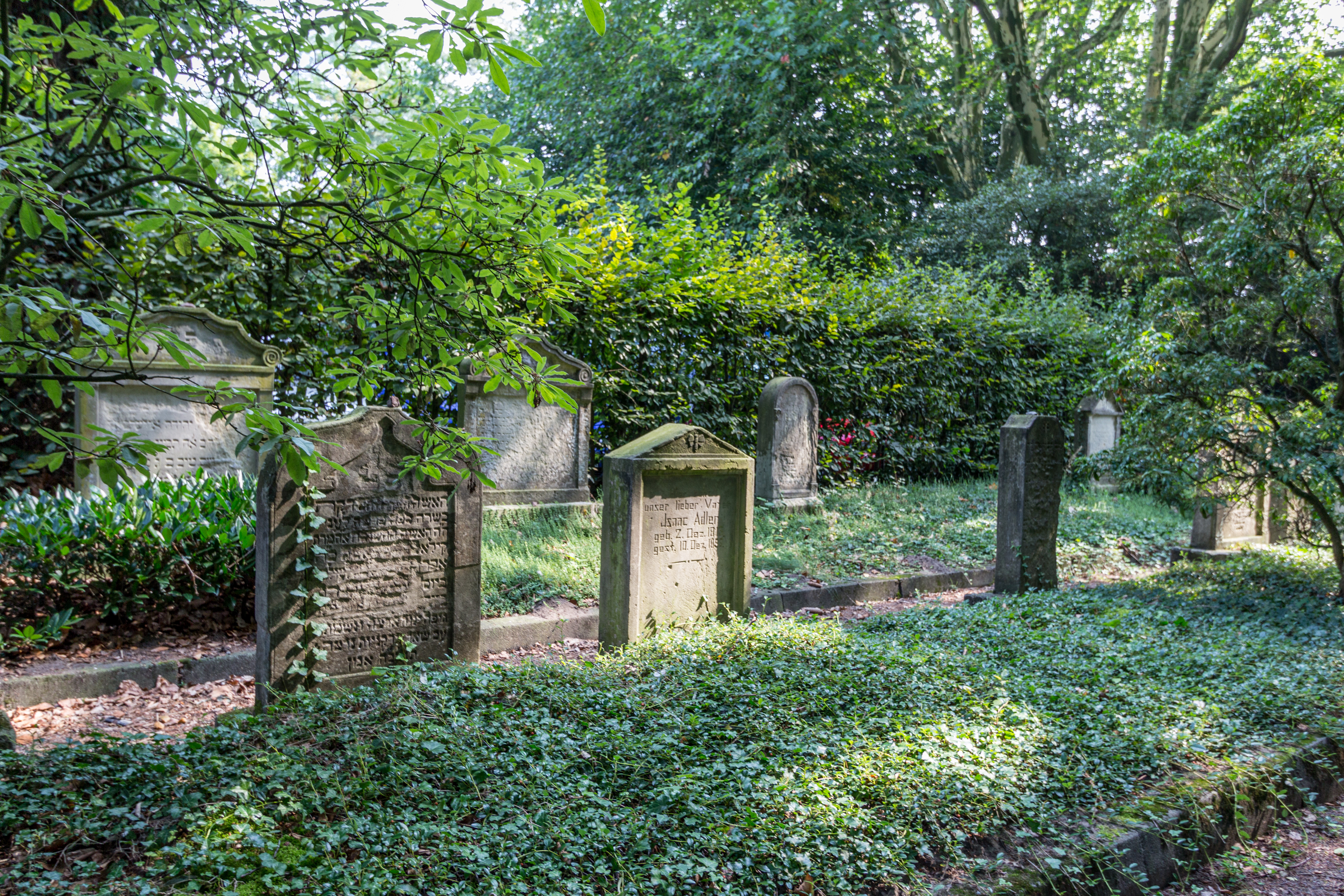
Der jüdische Friedhof in Lüdinghausen (2013)

Der Jüdische Friedhof Lüdinghausen  befindet sich in der Stadt Lüdinghausen im Kreis Coesfeld in Nordrhein-Westfalen. Als jüdischer Friedhof ist er ein Baudenkmal und seit dem 5. Oktober 1988 unter der Denkmalnummer A/027 in der Denkmalliste eingetragen.
Auf dem Friedhof an der Steverstraße sind 49 Grabsteine erhalten. 

## Geschichte
Der Friedhof wurde von 1839 bis 1936 belegt. Im Jahr 1942 wurden 16 Leichen auf den jüdischen Friedhof Hörde umgebettet. Während der Zeit des Nationalsozialismus wurden die Grabsteine vom Friedhof entfernt, bei der Wiederherstellung des Friedhofs nach dem Zweiten Weltkrieg aber nicht wieder an ihren ursprünglichen Standorten aufgestellt.